# 앤 하이드
앤 하이드(영어: Anne Hyde, 1637년 3월 12일~1671년 3월 31일)는 요크 공작이자 앨버니 공작이었던 제임스의 첫 번째 부인이었다.
앤은 제1대 클래런던 백작 에드워드 하이드와 프란시스 아일리버리의 딸이었고, 미래의 남편을 네덜란드 망명 중에 만났다. 1660년 앤은 제임스와 결혼했고, 2달 후 둘 사이에 첫 아이가 탄생했다. 몇몇 사람들은 그들의 결혼을 반대했지만, 제임스 2세의 형이었던 찰스 2세가 결혼을 허락해주었다. 또 다른 반대 이유에는 제임스가 앤에게 공공연하게 보여준 행동이었는데, 둘은 서로 기대거나 키스를 했는데 이는 17세기에 남자가 부인에게 비적절하게 행동하는 것으로 여겨졌다. 제임스와 앤은 8명의 아이가 있었고, 이 중 6명이 어릴 적에 죽었다. 오직 두 명만이 성인이 되어 미래에 잉글랜드의 군주가 되었는데, 바로 메리 2세와 앤이었다. 제임스는 많은 정부를 둔 바람둥이로 잘 알려져 있었고, 앤은 이에 대해 심하게 비난했다.
원래 앤은 영국 성공회를 믿었지만 제임스와의 결혼 이후 곧 가톨릭으로 개종했다. 앤은 네덜란드와 프랑스를 방문했을 때 가톨릭을 접했고, 그것에 끌리게 되었다. 앤의 영향을 일부 받아 제임스도 나중에 가톨릭으로 개종하는데, 이는 결국 명예혁명으로 이어졌다. 앤은 유방암으로 인해 계속 고통을 받았고, 1671년 마지막 아이를 낳고 곧 사망했다.

## 유년기와 청년기
1629년 에드워드 하이드는 첫번째 부인 앤 에일리프와 결혼했다. 6개월 이후 앤은 천연두에 걸렸지만 제대로 치료를 받지 않아 사망했다. 3년 후, 하이드는 프랜시스 아일스버리와 결혼했다. 1637년 하이드와 프랜시스 사이에서 첫 딸 앤이 윈저에서 태어났다. 에드워드는 자신의 첫 부인의 이름을 따 딸의 이름을 지었다. 하지만 1649년 찰스 1세의 처형 이후 네덜란드로 가족이 도망칠 때까지 앤 하이드의 삶에 대해서 알려진 것은 없다. 가족은 오라녜 공비 프린세스 로열 메리가 제공한 집이 있는 브레다에서 거주했다. 메리는 앤을 명예가정부로 지명했는데, 이는 어머니와 돌아가신 아버지의 뜻에 반하는 행위였다.
앤은 곧 헤이그나 오라녜 공비의 궁정에서 만난 사람들에게 호감을 얻었다. 그녀는 매우 매력적이었으며 스타일에 일가견이 있었고, 많은 남자들이 그녀에게 반했다. 앤과 사랑에 빠진 남자 중에는 노스햄프턴 맥작의 아들 스펜서 컴튼이 있었다. 그러나 앤은 곧 헨리 저민과 사랑에 빠졌다. 앤은 죽은 찰스 1세의 아들 요크 공작 제임스와 사랑에 빠지자 헨리 저민을 찼다. 1659년 둘이 만난 지 2년에서 3년이 지난 후 제임스는 앤과 결혼을 약속했다. 제임스의 형이었던 찰스는 앤의 강한 성격이 의지가 약한 남동생에게 긍정적인 영향을 미칠 것이라고 보고 결혼을 적극적으로 주선했다.